# 香美市立図書館
香美市立図書館（かみしりつとしょかん）は高知県香美市の市立図書館。
2022年（令和4年）11月3日に新築移転し、新たに図書館の愛称として「かみーる」と名付けられた。

## 概要
2022年（令和4年）11月3日に香美市土佐山田町楠目に新築移転して開館。鉄筋コンクリート造・鉄骨造の平屋建てで、屋根や書架の一部に香美市産のスギやヒノキを使っている。
開架と書庫をあわせた収蔵能力は約10万冊で、2022年のオープン時の蔵書数は約7万冊である。閲覧席は約100席（個室を除く）。

### 年表
- 1965年（昭和40年）8月 - 土佐山田町立図書館設置条例が施行され、土佐山田町立中央公民館内に土佐山田町立図書館として開館[4]。
- 1998年（平成10年）に土佐山田町立中央公民館から旧土佐山田郵便局舎移転[4]。
- 2022年（令和4年）11月3日 - 香美市土佐山田町楠目に新築移転[2]。

### 施設
- 所在地：高知県香美市土佐山田町楠目736番地
- 延床面積：約1600平方メートル[2][3]
- 開館時間：午前10時 - 午後6時[3]
- 休館日：月曜日（月曜日が祝日の場合は翌平日）・12/28 - 1/3・蔵書点検日・館内整理日[3]

## 分館

### 香北分館
2021年（令和3年）11月に老朽化していた旧分館から香美市基幹集落センター内に移転した（分館新築は未定）。
- 所在地：高知県香美市香北町美良布1097番地（香美市基幹集落センター内1階）

### 物部分館
1962年（昭和37年）に物部村立公民館図書室として開設され、1975年（昭和50年）に開発センター物部が竣工して1階に図書館が開設された。
- 所在地：高知県香美市物部町大栃1390-1（香美市役所物部支所内）

## 旧施設

### 旧館
1967年（昭和42年）築の土佐山田郵便局舎を利用して1998年（平成10年）に土佐山田町立中央公民館から移転して開館した。開館にあたり土佐山田町出身の英文学者である橘忠衛の弟子の会「甘棠会」から約4000冊の寄贈を受けた。
市町村合併で香美市立図書館となったが、老朽化による雨漏りや駐車場の狭さなどが課題となっていた。
所在地：香美市土佐山田町東本町2丁目1番20号

### 旧香北分館
1961年（昭和36年）3月に香北町立中央公民館図書室が開設された後、1992年（平成4年）6月に農協事務所を利用した香北町中央公民館別館図書室が開館した。香北町中央公民館別館図書室は市町村合併で香美市立図書館旧香北分館となった。
旧香北分館（香美市香北町美良布）は、1930年（昭和5年）に旧美良布村信用販売購買利用組合の事務所として建設された鉄筋コンクリート造りでアールデコ調の2階建て。やなせたかしの出身地であり1997年（平成9年）に分館2階に「アンパンマン図書館」が開設された。老朽化のため2021年8月末で休館し、2021年11月からは香美市基幹集落センター内に移転オープンすることになった。